# Balonska samokrčljiva črpalka
Balonska samokrčljiva črpalka, tudi elastomerna črpalka ali infuzor, je prenosna priprava z elastičnim balonom, ki vsebuje zdravilno učinkovino in jo s krčenjem potiska skozi kanilo v podkožje. Uporablja se za avtomatsko infundiranje tekočih zdravilnih pripravkov skozi dovodno cevko in kateter v telo.
Sestavljene so iz plastičnega ohišja in elastomernega balona (rezervoar iz elastičnega materiala) ter predstavljajo tako stično ovojnino in napravo za avtomatsko odmerjanje tekoče farmacevtske oblike. Samokrčljivi balon z enakomernim krčenjem kontinuirano pošilja raztopino preko infuzijskega sistema in nameščenega podkožnega kanala v podkožje bolnika. Uporabljajo se pri zdravljenju bolnikov, ki na primer ne morejo zaužiti zdravila skozi usta ali ko zaradi drugih razlogov peroralno dajanje zdravil ni možno, varno ali učinkovito. V primerjavi z bolusno parenteralno uporabo zdravil omogočajo balonske samokrčljive črpalke manjša nihanja koncentracije zdravila v krvi, ni potrebno pogosto zbadanje, bolnik pa je bolj mobilen. Možna je uporaba na domu. Slabost njihove uporabe pa je nezmožnost spreminjanja odmerkov, na mestu infuzije se lahko pojavi vnetje, lahko pa pride tudi do tehničnih težav s črpalko.